# حارة الكهرباء (ذمار)
حارة الكهرباء هي إحدى حارات مدينة ذمار التابعة لمحافظة ذمار، بلغ تعداد سكانها 4,291 نسمة حسب تعداد اليمن لعام 2004.